# Achtang
L'Achtang (in russo Ахтанг?) è un vulcano a scudo situato nella parte centrale della Kamčatka, in Russia. 

## Descrizione
Il vulcano si trova nell'interfluvio dei fiumi Suchariki e Kozyrevka (o Karakovaja). Ha un'altezza assoluta di 1954 m (o 1956 m ). La struttura ha la forma di un ovale allungato in direzione nord-est con una superficie di 85 km² e risale al tardo Pleistocene. Ha avuto una massiccia eruzione (VEI 4) più di 12 000 anni fa. La sua composizione comprende rocce di basalto e andesite.